# 全国高等学校サッカー選手権大会青森県大会
全国高等学校サッカー選手権大会青森県大会（ぜんこくこうとうがっこうサッカーせんしゅけんたいかい とうきょうとたいかい）は、全国高等学校サッカー選手権大会の青森県予選である。

## 概要
主催は青森県サッカー協会、青森放送。青森県高等学校体育連盟共催。青森県教育委員会、日本サッカー協会、全国民放協会、読売新聞社、東奥日報社後援。

### 大会概要
本大会は高校年代サッカープレミアリーグ出場の高校に関しては、日程の関係上準決勝が初戦となる(スーパーシード)。

## 青森県大会の歴史
青森県の高校サッカー界は、かつては五戸高校と八戸学院光星の2校が70年代から90年代半ばまでリードしていた。選手権の出場回数は両校合わせて20回を数える。手倉森兄弟率いる五戸高校が第64回大会（1985年度）では3勝を挙げベスト8まで勝ち進むなど躍進もあったが、2校合わせて全国大会での戦績は9勝20敗に留まっている。特に翌年1986年以降は5大会連続敗退するなど、青森県勢は全国の舞台ではなかなか勝利が遠い冬の時代が続いていた。
平成初期に入ると青森山田高校が台頭してきて今日までの青森県のサッカー界をリードする存在となっている。第70回大会（1991年度）に初出場で初勝利を収めるなど活躍が目覚ましく、第76回大会（1997年度）以降は、今日まで選手権史上最長となる県予選28連覇を果たしている。従来の記録は長崎県立国見高校の21連覇が最多であった。青森山田は第103回大会終了時点で計4回の全国優勝を果たしており青森県のみならず、全国トップレベルの強豪となっている。
青森山田は青森県内公式戦においては1999年度以降418連勝を積み重ねていたが(当時の新人戦決勝で三沢商業戦において敗戦以降連勝)、2025年度青森県高校総体決勝戦において野辺地西高校にPK戦の末に敗れて26年ぶりの敗戦を喫した。選手権の28連覇や複数失点を喫したのが2008年度(選手権予選決勝の八戸学院光星戦)が最後など驚異的な記録は続いており青森県内においては群を抜いた存在であることには変わらない。

その他では野辺地西高校が、第89回大会（2010年）以降15年連続青森県予選ベスト4以上に進出、直近では8年連続県予選決勝に駒を進めるなど着実に力を付けてきている。2025年度高校総体では青森山田に勝利を挙げ全国大会初出場を果たすなど青森山田に次ぐ存在となりつつある。

## 歴代優勝校
| 年度                           | 代表校（出場回数）             | 決勝スコア                     | 準優勝校                       | ベスト4                        | 全国大会                       | 出典                           |
| 全国高等学校サッカー選手権大会 | 全国高等学校サッカー選手権大会 | 全国高等学校サッカー選手権大会 | 全国高等学校サッカー選手権大会 | 全国高等学校サッカー選手権大会 | 全国高等学校サッカー選手権大会 | 全国高等学校サッカー選手権大会 |
| ------------------------------ | ------------------------------ | ------------------------------ | ------------------------------ | ------------------------------ | ------------------------------ | ------------------------------ |
| 1983年（第62回大会）           | 五戸(2年ぶり10回目)            | -                              | 三本木農業                     |                                | 2回戦                          | [ 1 ]                          |
| 1984年（第63回大会）           | 五戸(2年連続11回目)            | -                              | 三本木農業                     |                                | 2回戦                          | [ 2 ]                          |
| 1985年（第64回大会）           | 五戸(3年連続12回目)            | 1 - 0                          | 光星学院                       |                                | ベスト8                        | [ 3 ]                          |
| 1986年（第65回大会）           | 光星学院(初出場)               | -                              | 三本木農業                     |                                | 2回戦(初戦)                    | [ 4 ]                          |
| 1987年（第66回大会）           | 五戸(2年ぶり13回目)            | -                              | 三沢商業                       |                                | 1回戦                          | [ 5 ]                          |
| 1988年（第66回大会）           | 光星学院(2年ぶり2回目)         | -                              | 五戸                           |                                | 1回戦                          | [ 6 ]                          |
| 1989年（第68回大会）           | 五戸(2年ぶり14回目)            | -                              | 光星学院                       |                                | 1回戦                          | [ 7 ]                          |
| 1990年（第69回大会）           | 光星学院(2年ぶり3回目)         | -                              | 十和田工業                     |                                | 1回戦                          | [ 8 ]                          |
| 1991年（第70回大会）           | 青森山田(初出場)               | -                              | 東奥義塾                       |                                | 3回戦                          | [ 9 ]                          |
| 1992年（第71回大会）           | 光星学院(2年ぶり4回目)         | -                              | 青森山田                       |                                | 2回戦(初戦)                    | [ 10 ]                         |
| 1993年（第72回大会）           | 光星学院(2年連続5回目)         | -                              | 青森山田                       |                                | 1回戦                          | [ 11 ]                         |
| 1994年（第73回大会）           | 三本木農業(初出場)             | -                              | 光星学院                       |                                | ベスト8                        | [ 12 ]                         |
| 1995年（第74回大会）           | 青森山田(4年ぶり2回目)         | -                              | 八戸工大一                     |                                | 1回戦                          | [ 13 ]                         |
| 1996年（第75回大会）           | 光星学院(3年ぶり6回目)         | -                              | 三沢商業                       |                                | 3回戦                          | [ 14 ]                         |
| 1997年（第76回大会）           | 青森山田(2年ぶり3回目)         | 3 - 1                          | 三本木農業                     |                                | 1回戦                          | [ 15 ]                         |
| 1998年（第77回大会）           | 青森山田(2年連続4回目)         | 3 - 2                          | 光星学院                       |                                | 2回戦                          | [ 16 ]                         |
| 1999年（第78回大会）           | 青森山田(3年連続5回目)         | 2 - 0                          | 光星学院                       |                                | 2回戦                          | [ 17 ]                         |
| 2000年（第79回大会）           | 青森山田(4年連続6回目)         | 4 - 1                          | 光星学院                       | 三沢商業 八戸工大一            | ベスト4                        | [ 18 ]                         |
| 2001年（第80回大会）           | 青森山田(5年連続7回目)         | 4 - 1                          | 光星学院                       | 東奥義塾 三本木農業            | 2回戦(初戦)                    | [ 19 ]                         |
| 2002年（第81回大会）           | 青森山田(6年連続8回目)         | 2 - 1                          | 光星学院                       | 青森工業 三沢商業              | 3回戦                          | [ 20 ]                         |
| 2003年（第82回大会）           | 青森山田(7年連続9回目)         | 2 - 1                          | 光星学院                       | 五戸 三本木農業                | 3回戦                          | [ 21 ]                         |
| 2004年（第83回大会）           | 青森山田(8年連続10回目)        | 5 - 1                          | 三本木農業                     | 東奥義塾 光星学院              | 3回戦                          | [ 22 ]                         |
| 2005年（第84回大会）           | 青森山田(9年連続11回目)        | 5 - 0                          | 三本木農業                     | 野辺地西 三本木                | 3回戦                          | [ 23 ]                         |
| 2006年（第85回大会）           | 青森山田(10年連続12回目)       | 5 - 0                          | 三本木農業                     | 三沢 光星学院                  | 3回戦                          | [ 24 ]                         |
| 2007年（第86回大会）           | 青森山田(11年連続13回目)       | 2 - 0                          | 光星学院                       | 三本木 三本木農業              | 2回戦(初戦)                    | [ 25 ]                         |
| 2008年（第87回大会）           | 青森山田(12年連続14回目)       | 13 - 3                         | 光星学院                       | 東奥義塾 八戸工業              | 1回戦                          | [ 26 ]                         |
| 2009年（第88回大会）           | 青森山田(13年連続15回目)       | 10 - 0                         | 五戸                           | 東奥義塾 三本木農業            | 準優勝                         | [ 27 ]                         |
| 2010年（第89回大会）           | 青森山田(14年連続16回目)       | 8 - 0                          | 三本木農業                     | 野辺地西 東奥義塾              | 3回戦                          | [ 28 ]                         |
| 2011年（第90回大会）           | 青森山田(15年連続17回目)       | 2 - 0                          | 光星学院                       | 野辺地西 三本木農業            | 3回戦                          | [ 29 ]                         |
| 2012年（第91回大会）           | 青森山田(16年連続18回目)       | 6 - 0                          | 八戸工大一                     | 野辺地西 青森西                | 3回戦                          | [ 30 ]                         |
| 2013年（第92回大会）           | 青森山田(17年連続19回目)       | 8 - 0                          | 八戸学院野辺地西               | 五戸 八戸学院光星              | 3回戦                          | [ 31 ]                         |
| 2014年（第93回大会）           | 青森山田(18年連続20回目)       | 6 - 0                          | 八戸学院野辺地西               | 三沢商業 三本木農業            | 1回戦                          | [ 32 ]                         |
| 2015年（第94回大会）           | 青森山田(19年連続21回目)       | 1 - 0                          | 八戸学院光星                   | 野辺地西 三本木農業            | ベスト4                        | [ 33 ]                         |
| 2016年（第95回大会）           | 青森山田(20年連続22回目)       | 4 - 0                          | 八戸学院光星                   | 野辺地西 三本木農業            | 優勝                           | [ 34 ]                         |
| 2017年（第96回大会）           | 青森山田(21年連続23回目)       | 11 - 0                         | 八戸学院野辺地西               | 弘前実業 八戸学院光星          | 3回戦                          | [ 35 ]                         |
| 2018年（第97回大会）           | 青森山田(22年連続24回目)       | 2 - 1                          | 八戸学院野辺地西               | 東奥義塾 十和田工業            | 優勝(2年ぶり2回目)             | [ 36 ]                         |
| 2019年（第98回大会）           | 青森山田(23年連続25回目)       | 0 - 0 aet (PK 4-2)             | 八戸学院野辺地西               | 三本木農業 八戸学院光星        | 準優勝                         | [ 37 ]                         |
| 2020年（第99回大会）           | 青森山田(24年連続26回目)       | 3 - 0                          | 八戸学院野辺地西               | 弘前実業 三本木農業            | 準優勝                         | [ 38 ]                         |
| 2021年（第100回大会）          | 青森山田(25年連続27回目)       | 5 - 1                          | 八戸学院野辺地西               | 弘前中央 八戸学院光星          | 優勝(3年ぶり3回目)             | [ 39 ]                         |
| 2022年（第101回大会）          | 青森山田(26年連続28回目)       | 2 - 1aet (延長)                | 八戸学院野辺地西               | 東奥義塾 向稜                  | ベスト8                        | [ 40 ]                         |
| 2023年（第102回大会）          | 青森山田(27年連続29回目)       | 9 - 0                          | 八戸学院野辺地西               | 八戸工大一 八戸学院光星        | 優勝(2年ぶり4回目)             | [ 41 ]                         |
| 2024年（第103回大会）          | 青森山田(28年連続30回目)       | 3 - 1                          | 八戸学院野辺地西               | 八戸学院光星 三本木農業恵拓    | 1回戦                          |                                |